# Alfonso Boekhoudt
Alfonso Boekhoudt, né le 27 janvier 1965, est un homme politique arubais, gouverneur du pays depuis le 1er janvier 2017.